# ČSD-Baureihe M 21.0
Als ČSD-Baureihe M 21.0 wurden schmalspurige Motortriebwagen der einstigen Tschechoslowakischen Staatsbahnen ČSD bezeichnet, die als Weiterentwicklung der ČSD-Baureihe M 11.0 ab 1938 auf den verschiedenen Schmalspurbahnen verwendet wurden.

## Geschichte
Der Einsatz der Baureihe M 11.0 brachte den Tschechoslowakischen Staatsbahnen eine deutliche Verkürzung der Fahrzeiten und andere betriebliche Vorteile. Die Nachteile dieser Gattung waren die zu geringe Sitzplatzzahl und der zu hohe feste Achsstand, der die Gleise zu stark beanspruchte.
Deshalb entwickelte die Firma Tatra in Kopřivnice (Nesselsdorf) Mitte der dreißiger Jahre diesen vierachsigen Schmalspurtriebwagen. Die als Reihe M 21.0 bezeichneten Fahrzeuge waren mit zwei Endführerständen und zwei Fahrgasträumen ausgestattet.

## Technische Merkmale
Angetrieben wurden die Fahrzeuge von dem Sechszylinder-Ottomotor von Tatra, der schon in der ČSD-Baureihe M 120.4 verwendet wurde. Während bei dem M11.0 der Richtungswechsel mit einem Wendegetriebe praktiziert wurde, erfolgte er hier mit Wendemotoren, wie sie bei den M 120.4 eingesetzt wurden. Ansonsten besaßen sie zur Leistungsübertragung das Planetengetriebe mit vier Gängen, das bei allen Triebwagen von Tatra verwendet wurde.
Zum ersten Mal wurde bei Tatra ein Fahrzeug mit zwei Endführerständen gefertigt. Er besaß zwei Fahrgastabteile mit insgesamt 38 Sitzplätzen. Die Sitzbänke waren Holzbänke, mit gepolsterten Rückenlehnen versehen. Zur Heizung wurden die Abgase des Motors herangezogen.
Die Triebwagen M 21.001 und M 21.002 wurden vom Hersteller mit dunkelgrünem Seitenanstrich, weißem Dach und Rahmen und grauen oder schwarzen Drehgestellen geliefert. Die Triebwagen M 21.003 und M 21.004 waren mit einem braunroten Anstrich, die M 21.005-M 21.009 mit einem roten Anstrich gefertigt.

## Betriebseinsatz
Die Triebwagen versahen den Dienst auf den Schmalspurbahnen in Jindřichův Hradec, Osoblaha und auf der Borschatalbahn. Auf diesen Lokalbahnen blieben sie während des Zweiten Weltkrieges im Einsatz. Damit hoben sie sich ebenso wie die Baureihe M 11.0 von den normalspurigen Motorwagen der ČSD ab, die wegen Treibstoffmangels abgestellt werden mussten.

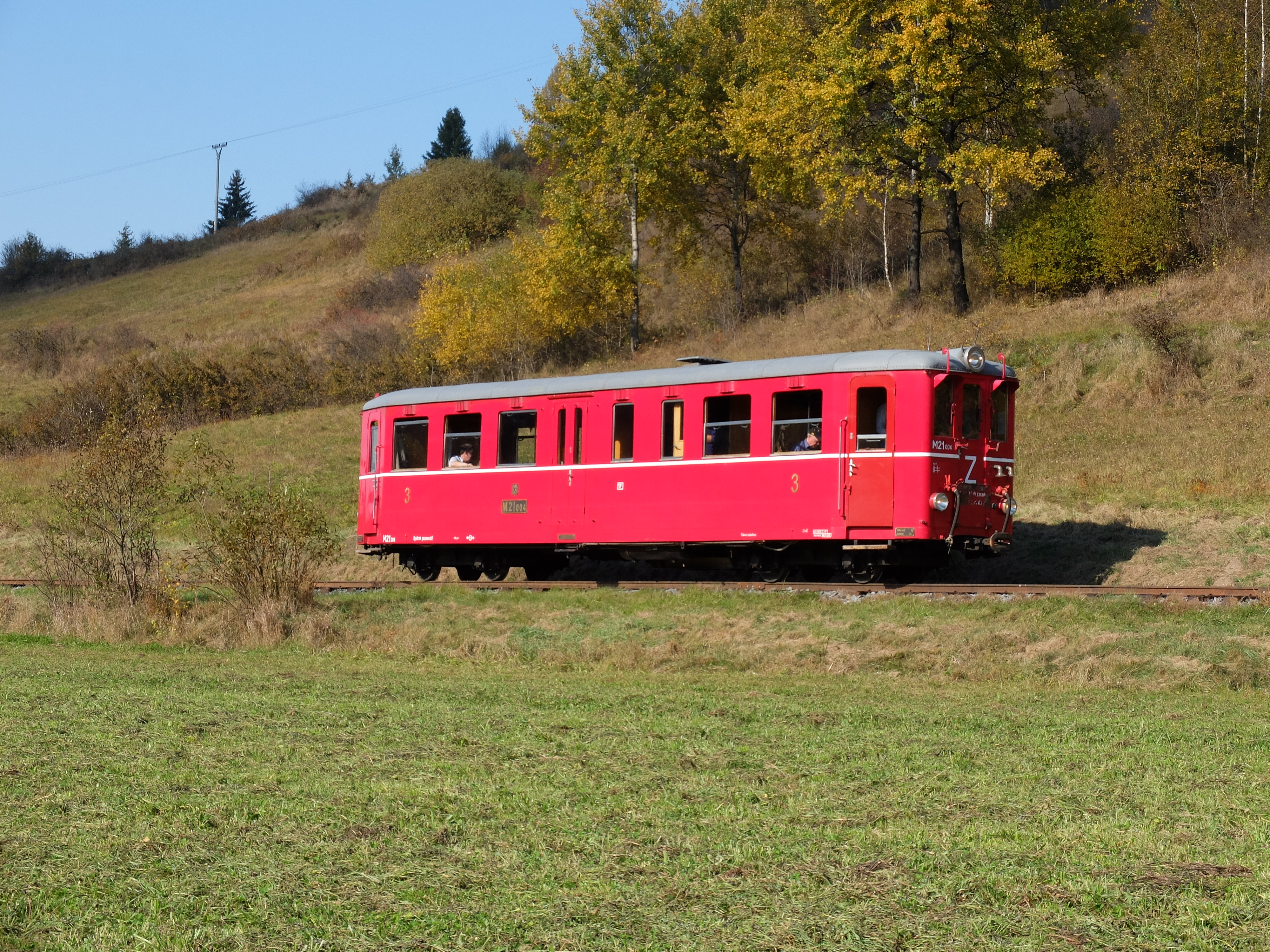
M 21.004 bei einer Sonderfahrt auf der Schwarzgranbahn (2018)

Nach dem Krieg hatten die Fahrzeuge keine lange Einsatzzeit mehr. Der Betrieb mit dem Benzinmotor wurde als negativ angesehen, zudem gab es Probleme mit dem Getriebe. Tatra konnte keine Ersatzteile mehr liefern. So wurden die Fahrzeuge nach der Lieferung der ČSD-Baureihe T 47.0 von dieser abgelöst und bis 1964 ausgemustert. Einige Fahrzeuge wurden an andere Betreiber veräußert sowie zu Beiwagen umgebaut.
Das Fahrzeug M 21.004 ist als betriebsfähiges Fahrzeug erhalten geblieben und ist Museumsexponat auf der Schwarzgranbahn in Čierny Balog. Äußerlich und bei der Inneneinrichtung wurde es originalgetreu wiederhergerichtet, die Antriebsanlage und die Bedienungseinrichtung des Fahrzeuges wurden jedoch modern gestaltet. In Čierny Balog ist noch der M 21.006 als Beiwagen erhalten, drei weitere Fahrzeuge sind in Nitra und Pribylina vorhanden.
Damit befinden sich alle erhaltenen Fahrzeuge in der Slowakei.